# Riaillé
Riaillé – miejscowość i gmina we Francji, w regionie Kraj Loary, w departamencie Loara Atlantycka.
Według danych na rok 2010 gminę zamieszkiwało 2127 osób, a gęstość zaludnienia wynosiła 42 osoby/km².